# جيري دي جونغ
جيري دي جونغ (بالهولندية: Jerry de Jong)‏ (29 أغسطس 1964 باراماريبو سورينام - ) هو لاعب كرة قدم هولندي يلعب كمدافع.

## مسيرته الكروية
لعب جيري دي جونغ خلال مسيرته الاحترافية مع 6 أندية في تسعة عشر موسمًا وسجل خلالها 26 هدفًا ضمن 368 مباراة. حيث فاز في موسمين بالكأس وفي ثلاثة مواسم بالدوري.
خاض جيري دي جونغ مسيرته مع نادي تلستار ‏ في موسم 1984–85 ليلعب معه أربعة مواسم، مشاركًا في 95 مباراة سجل خلالها 8 أهداف. ثم انتقل إلى نادي هيرنفين في موسم 1987–88 ولمدة موسمين، حيث شارك في 50 مباراة سجل خلالها 3 أهداف. لينتقل بعدها إلى نادي آيندهوفن في موسم 1989–90 في المرة الأولى ولمدة موسمين ثم في موسم 1993–94 واستمر معه طيلة ثلاثة مواسم ثم في موسم 1995–96 ولمدة موسمين، مشاركًا طوالها في 94 مباراة سجل خلالها 5 أهداف. ثم انتقل إلى نادي غرونينغن في موسم 1992–93 لمدة موسم واحد، مشاركًا في 12 مباراة ولم يسجل أي هدف. هذا وانتقل لاحقًا إلى نادي كاين في موسم 1994–95 لمدة موسم واحد، مشاركًا في 15 مباراة ولم يسجل أي هدف أيضًا. ثم انتقل بعدها إلى MVV Maastricht ‏ في موسم 1997–98 ليلعب معه أربعة مواسم، مشاركًا في 102 مباراة سجل خلالها 10 أهداف.

## روابط خارجية
- جيري دي جونغ على موقع قاعدة بيانات كرة القدم.إي يو (الإنجليزية)
- جيري دي جونغ على موقع ناشيونال فوتبول تيمز (الإنجليزية)